# 일도초등학교
일도초등학교는 대한민국 제주특별자치도 제주시에 있는 공립 초등학교이다.

## 학교 연혁
- 1968년	3월 1일	일도국민학교 설립 인가(18학급 편성, 제주동국민학교에서 분리)
- 1968년	3월 2일	개교
- 1970년	4월 20일	제주교육대학 임시 부속국민학교로 지정
- 1984년	3월 1일	특수학급 (1학급) 설치
- 1987년	7월 20일	학교신문[일도 어린이] 창간
- 1992년	10월 24일	급식소 준공(급식 시작)
- 1995년	2월 2일	병설유치원 설립인가(1학급 40명)
- 1995년	3월 14일	병설유치원 개원
- 1996년	3월 1일	일도초등학교로 교명 변경
- 1998년	5월 29일	다목적 강당 준공
- 2000년	8월 1일	운동장 스탠드 차광막 시설
- 2000년	12월 29일	병설유치원 1학급 증설(2학급)
- 2001년	6월 16일	일도 산마루 어린이 방송국(ISB-net) 개국
- 2003년	11월 8일	ICT활용을 통한 자기 주도적 학습 능력신장을 위한 교실구축 (4, 5, 6학년 7실)
- 2006년	3월 1일	15학급 편성
- 2007년	3월 1일	13학급 편성
- 2008년	2월 12일	본관교실 개축 준공
- 2008년	3월 1일	12학급 편성
- 2010년	3월 1일	13학급편성(특수학급1포함)
- 2010년	9월 2일	천연잔디 운동장 준공
- 2011년	3월 1일	13학급편성(특수학급1포함)
- 2015년	3월 1일	12학급편성(특수학급1포함)
- 2015년	3월 1일	제20대 김희중 교장 부임
- 2016년	3월 1일	12학급 편성(특수학급1포함)
- 2017년	2월 8일	제49회 졸업(42명, 총 7,548명)
- 2017년	3월 1일	12학급 편성(특수학급1포함)
- 2018년 3월 1일       제21대 이정미 교장선생님 부임
- 2019년 1월 25일       제51회 졸업(33명, 총 7,613명)
- 2019년 3월 1일       11학급 편성(특수학급1포함)

## 참고 자료
- 일도초등학교 - 한국교육학술정보원 학교알리미